# نان برنج
نان برنج نوعی نان است که با آرد برنج به جای آرد گندم درست می‌شود. نان برنج برای افراد مبتلا به عدم تحمل گلوتن واکنش‌های نامطلوبی ایجاد نمی‌کند.
باگ می (باگت) ویتنامی به‌طور سنتی با مخلوطی از آرد گندم و برنج یا گاهی منحصراً آرد دوم تهیه می‌شود که در نتیجه بافتی مطبوع و ترد ایجاد می‌کند.
نان برنجی لیبریایی به‌طور سنتی با آرد برنج، چنار رسیده له شده، کره، تخم مرغ، جوش شیرین، شکر، نمک، آب و زنجبیل رنده شده درست می‌شود.
در سال ۲۰۰۱، یک گروه مطالعاتی در دپارتمان مهندسی دانشگاه یاماگاتا از فناوری قالب‌گیری فوم برای تولید نان ساخته شده از ۱۰۰ درصد آرد برنج استفاده کردند.